# Florent Joseph Duquesnoy
Pour les articles homonymes, voir Duquesnoy.
Florent Joseph Duquesnoy, né le 27 février 1761 à Bouvigny-Boyeffles (Pas-de-Calais) et mort le 1er juillet 1801 à Aix-Noulette (Pas-de-Calais), est un général de la Révolution française.

## Biographie
Frère du conventionnel Ernest Dominique François Joseph Duquesnoy (1749-1795), il sert à la gendarmerie royale à Nancy, puis devient capitaine au 4e bataillon des volontaires du Pas-de-Calais en 1792.
Il se distingue à trois reprises sur une période de douze mois, de février 1793 à février 1794.
Il participe tout d'abord à la bataille d'Hondschoote près de Dunkerque : à la tête de ses cavaliers, il inaugure une nouvelle tactique consistant à passer derrière les lignes ennemies en jouant sur la vitesse et la surprise, au point d'inquiéter les représentants venus suivre la bataille. Ses actions sont considérées comme décisives et entraînent le 30 juillet 1793 sa promotion au grade de général de brigade par Carnot, malgré l'opposition de son frère Ernest, un conventionnel qui le considère comme un incapable.

### Bataille de Wattignies
Le choix de Carnot se révèle judicieux car l'action de Duquesnoy est à nouveau décisive à la bataille de Wattignies au sud de Maubeuge le 16 octobre 1793. Paris était tellement inquiet du sort de cette confrontation contre le meilleur général de l'époque, le maréchal Clairfayt, que la décision est prise de précipiter l'exécution de la reine Marie-Antoinette ce 16 octobre 1793. Napoléon considère cette bataille comme la principale de toute la Révolution.
L'originalité de Duquesnoy est d'abord sa parfaite maîtrise de son métier d'officier, son expérience des combats et sa connaissance du pays. Originaire des collines de l'Artois, fils de fermier, excellent cavalier, il connait les capacités du nouveau canon de Gribauval. Ceci va lui permettre de lancer une attaque dans la nuit du 16 octobre 1793, vers 5 heures du matin, en profitant du brouillard d'automne. Ses hommes se lancent dans la remontée du versant est du plateau de Wattignies en poussant/tirant les canons à la main, en faisant feu, puis en continuant leur progression, ce qui est totalement inattendu du côté autrichien.
Clairfayt considère sa position de Wattignies comme imprenable, se disant prêt à se faire sans-culotte si les Français parvenaient à prendre cette position. Vers 11 heures du matin, le camp autrichien est pris et leurs canons sont tournés par les Français vers les troupes adverses en contrebas. Clairfayt se trouve pris entre trois feux : Jourdan devant lui, Duquesnoy derrière lui à l'est et la garnison de la ville de Maubeuge à l'ouest. Il ne lui reste plus qu'à décrocher au plus vite pour remonter au Nord et repasser la Sambre où l'attendent les régiments hollandais qui refusent de se risquer. Il est à noter que ni Jourdan, ni les autres généraux n'ont d'expérience militaire du niveau de Duquesnoy. Sans la présence d'esprit de ses mouvements des 14, 15 et 16 octobre, l'armée révolutionnaire (constituée en majorité de jeunes recrues) n'avait aucune chance face aux soldats de métier de Clairfayt.

### En Vendée
Le 27 novembre 1793, il forme une division de 10 000 hommes composée de plusieurs corps de l'armée du Nord, commandant ainsi l'une des colonnes infernales en Vendée, sous les ordres du général Turreau. Le 10 février 1794, il est vainqueur de François Athanase Charette de La Contrie à Saint-Colombin (Pont-James) et est blessé lors des combats. La même année, Duquesnoy est élevé au grade de général de division.
Selon Henri Mayeur, historien régional de Aix Noulette dans sa monographie de Florent Duquesnoy, celui-ci est le seul général républicain à oser s'opposer au général Turreau (ex-noble "de Turreau"), ceci après étude détaillée des missives des archives nationales. Une missive de Turreau signale le général Duquesnoy comme traître pour n'avoir pas obéi à ses ordres. Ces documents sont contestés par l'historien Jean Clément Martin qui suit. Mayeur est le premier historien à signaler la faute grossière commise par Michelet qui situe le décès de Duquesnoy aux Invalides alors que sa tombe se trouve à Aix Noulette, ceci en conformité avec les archives municipales.
Selon Jean-Clément Martin, historien niant la notion de génocide vendéen, le cas du général Duquesnoy semble complexe et ses motivations ne sont pas claires :

« La logique du général Duquesnoy est particulière. Opposant déclaré à Turreau, il mène une guerre de terre brûlée pour disqualifier les ordres de ce dernier et obtenir d'être envoyé au nord de la Loire, échappant ainsi à son commandement. L'imprécision des ordres est soulignée par Duquesnoy, qui insiste sur le fait qu'il fait exécuter toutes les personnes qu'il rencontre. À l'évidence, il est responsable des tueries autour du village des Lucs en janvier 1794, ce qui a provoqué en retour la défense des habitants et le rassemblement des soldats vendéens qui n'étaient pas les cibles des troupes. Duquesnoy pratique la politique du pire, consciemment ; ses appuis politiques lui évitent la poursuite et certainement la guillotine. »

### Mise à la retraite et décès
On le met à la retraite en janvier 1796 et contrairement au livre historique de Michelet (souvent romancé), il ne meurt pas aux Invalides mais chez sa sœur, Marie-Antoinette Huret, à Aix-Noulette dans le Pas-de-Calais où il est enterré (acte de décès de la paroisse). Il se trouve alors dans la plus grande misère ne touchant pas sa pension de général malgré plusieurs demandes dont les originaux se trouvent aux Archives nationales. Son principal biographe est Henri Mayeur, historien régionaliste de Aix-Noulette.[réf. nécessaire]

## Pour approfondir